# Diálogo Ásia-Europa

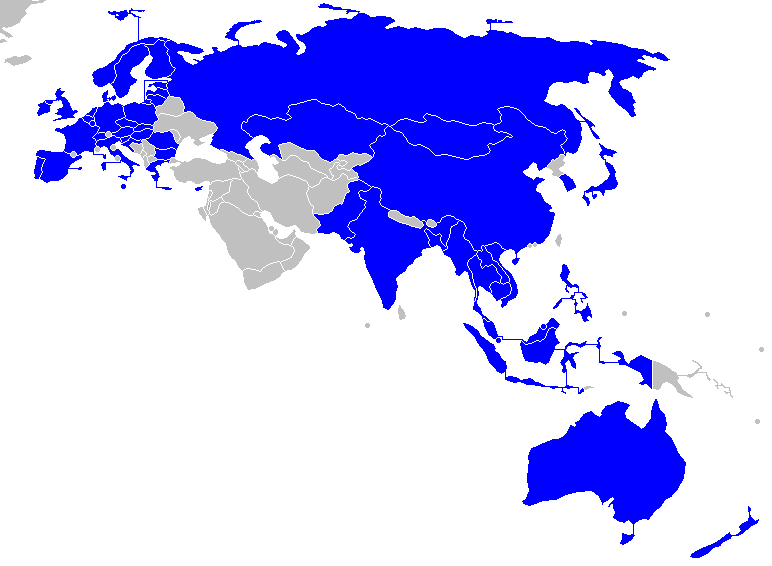
Mapa dos países membros do ASEM.

O Diálogo Ásia-Europa (em inglês:  Asia–Europe Meeting - ASEM)
foi criado oficialmente em 1996, na primeira reunião de cúpula em Bangkok, Tailândia. O ASEM é um fórum da Eurásia, que consiste dos 28 membros da União Europeia (UE), dez membros da Associação de Nações do Sudeste Asiático (ASEAN), além de China, Japão e Coreia do Sul, Índia, Mongólia, Paquistão, Austrália, Rússia, Nova Zelândia, Bangladesh, Noruega, Suíça e Cazaquistão. Os principais objetivos do ASEM são os três pilares: pilar político; pilar econômico e o pilar social, cultural e educacional.
Em geral, o fórum é considerado por seus membros como uma maneira de aprofundar as relações entre a Ásia e a Europa em todos os aspectos, o que é considerado necessário para alcançar uma ordem mundial política e econômica mais equilibrada. O ASEM é reforçada por reuniões bienais dos chefes de Estado, alternadamente na Europa e na Ásia, e em reuniões bienais dos ministros das relações exteriores dos países membros, além de reuniões políticas, econômicas e socioculturais e eventos em vários níveis.